# PLZ-45
PLZ-45 – chińska haubica samobieżna opracowana w latach 90. XX wieku.
Pojazd uzbrojony jest w haubicę kalibru 155 mm, umieszczoną w obrotowej wieży i o kącie ostrzału od -3° do 72°, oraz przeciwlotniczy karabin maszynowy kalibru 12,7 mm. Przewożony zapas amunicji wynosi 30 pocisków artyleryjskich oraz 480 pocisków dla karabinu maszynowego. Dodatkowe wyposażenie stanowią dwie poczwórne wyrzutnie granatów dymnych.
Haubice PLZ-45 zostały w 1997 roku zakupione przez Kuwejt, a w 2007 roku przez Arabię Saudyjską.